# College Fieber/Episodenliste
Dies ist die Episodenliste von College Fieber (Originaltitel: A Different World), einer US-amerikanischen Sitcom, die von der Carsey-Werner Company produziert und vom 24. September 1987 bis zum 9. Juli 1993 vom Fernsehsender NBC ausgestrahlt wurde. Sie ist ein Ableger der erfolgreichen Familienserie Die Bill Cosby Show. Die Idee zur Serie stammt von Bill Cosby. In Deutschland strahlte ProSieben die Serie vom 10. März bis zum 3. Oktober 1994 zuerst aus. Die Episode 20 Zwei Karten fürs Paradies wurde erst in der Wiederholung auf Kabel 1 am 23. Oktober 1995 gezeigt.

## Übersicht
| Staffel | Episodenanzahl | Erstausstrahlung USA | Erstausstrahlung USA | Deutschsprachige Erstausstrahlung | Deutschsprachige Erstausstrahlung |
| Staffel | Episodenanzahl | Staffelpremiere      | Staffelfinale        | Staffelpremiere                   | Staffelfinale                     |
| ------- | -------------- | -------------------- | -------------------- | --------------------------------- | --------------------------------- |
| 1       | 22             | 24. Sep. 1987        | 7. Juli 1988         | 10. Mär. 1994                     | 23. Okt. 1995                     |
| 2       | 22             | 6. Okt. 1988         | 4. Mai 1989          | 13. Apr. 1994                     | 12. Mai 1994                      |
| 3       | 25             | 28. Sep. 1989        | 3. Mai 1990          | 13. Mai 1994                      | 20. Juni 1994                     |
| 4       | 25             | 20. Sep. 1990        | 2. Mai 1991          | 21. Juni 1994                     | 25. Juli 1994                     |
| 5       | 25             | 19. Sep. 1991        | 14. Mai 1992         | 26. Juli 1994                     | 29. Aug. 1994                     |
| 6       | 25             | 24. Sep. 1992        | 9. Juli 1993         | 30. Aug. 1994                     | 3. Okt. 1994                      |

## Episodenliste
Die Reihenfolge der Episoden ist nach den US-amerikanischen Ausstrahlungsdaten sortiert.

### Staffel 1
| Nr. (ges.) | Nr. (St.) | Deutscher Titel                          | Originaltitel                                            | Erstausstrahlung USA | Deutschsprachige Erstausstrahlung (D) | Regie           | Drehbuch                                    |
| ---------- | --------- | ---------------------------------------- | -------------------------------------------------------- | -------------------- | ------------------------------------- | --------------- | ------------------------------------------- |
| 1          | 1         | Herzlich willkommen!                     | Reconcilable Differences                                 | 24. Sep. 1987 (NBC)  | 10. Mär. 1994 (ProSieben)             | Ellen Falcon    | Lissa Levin, Thad Mumford                   |
| 2          | 2         | Die Neue                                 | A Different World (Pilot)                                | 1. Okt. 1987 (NBC)   | 11. Mär. 1994 (ProSieben)             | Jay Sandrich    | John Markus, Carmen Finestra, Matt Williams |
| 3          | 3         | Schwein gehabt                           | Porky de Bergerac                                        | 15. Okt. 1987 (NBC)  | 12. Mär. 1994 (ProSieben)             | Ellen Falcon    | Susan Fales                                 |
| 4          | 4         | Falsch gerechnet                         | Those Who Can't ... Tutor                                | 22. Okt. 1987 (NBC)  | 13. Mär. 1994 (ProSieben)             | Kim Friedman    | Susan Fales                                 |
| 5          | 5         | Wortgefechte                             | War of the Words                                         | 29. Okt. 1987 (NBC)  | 14. Mär. 1994 (ProSieben)             | Ellen Falcon    | Joe Gannon                                  |
| 6          | 6         | Rudy und die Schneekönigin               | Rudy and the Snow Queen                                  | 5. Nov. 1987 (NBC)   | 17. Mär. 1994 (ProSieben)             | Ellen Falcon    | Cheryl Gard                                 |
| 7          | 7         | Operation Yogi                           | Sometimes You Get the Bear...Sometimes the Bear Gets You | 19. Nov. 1987 (NBC)  | 18. Mär. 1994 (ProSieben)             | Ellen Falcon    | Thad Mumford                                |
| 8          | 8         | Harte Zeiten                             | If Chosen I May Not Run                                  | 3. Dez. 1987 (NBC)   | 21. Mär. 1994 (ProSieben)             | Ellen Falcon    | Thad Mumford                                |
| 9          | 9         | Ein harter Brocken                       | Romancing Mr. Stone                                      | 10. Dez. 1987 (NBC)  | 22. Mär. 1994 (ProSieben)             | Ellen Falcon    | Scott Spencer Gordon, David Felton          |
| 10         | 10        | Kein Kuß vom Weihnachtsmann              | Gift of the Magi                                         | 17. Dez. 1987 (NBC)  | 23. Mär. 1994 (ProSieben)             | Ellen Falcon    | Susan Fales                                 |
| 11         | 11        | Auf dem Holzweg                          | Does He Or Doesn't He?                                   | 7. Jan. 1988 (NBC)   | 24. Mär. 1994 (ProSieben)             | Ellen Falcon    | Thad Mumford                                |
| 12         | 12        | Schlimmer als ein Alptraum               | Advise and Descent                                       | 14. Jan. 1988 (NBC)  | 25. Mär. 1994 (ProSieben)             | Ellen Falcon    | Cheryl Gard                                 |
| 13         | 13        | Schnapp' dir das Leben                   | The Prime of Miss Lettie Bostic                          | 21. Jan. 1988 (NBC)  | 28. Mär. 1994 (ProSieben)             | Ellen Falcon    | Thad Mumford, Susan Fales                   |
| 14         | 14        | Ein blinder Passagier                    | Wild Child                                               | 4. Feb. 1988 (NBC)   | 29. Mär. 1994 (ProSieben)             | Ellen Falcon    | David Felton                                |
| 15         | 15        | Schönen Gruß vom Onkel Doktor            | Dr. Cupid                                                | 11. Feb. 1988 (NBC)  | 30. Mär. 1994 (ProSieben)             | Regge Life      | Deanne Stillman                             |
| 16         | 16        | Viel Theater um Adam                     | The Show Must Go On                                      | 18. Feb. 1988 (NBC)  | 31. Mär. 1994 (ProSieben)             | Kim Friedman    | Gary Dontzig, Steven Peterman               |
| 17         | 17        | Der Teufel springt zuletzt aus der Kiste | Mr. Hillman                                              | 25. Feb. 1988 (NBC)  | 5. Apr. 1994 (ProSieben)              | Matthew Diamond | Margo Kaufman                               |
| 18         | 18        | A wie Angst                              | Speech Therapy                                           | 10. Mär. 1988 (NBC)  | 6. Apr. 1994 (ProSieben)              | Ellen Falcon    | Cheryl Gard                                 |
| 19         | 19        | Mit der U-Bahn nach Griechenland         | Clair's Last Stand                                       | 24. Mär. 1988 (NBC)  | 7. Apr. 1994 (ProSieben)              | Tony Singletary | Thad Mumford                                |
| 20         | 20        | Zwei Karten fürs Paradies                | If Only for One Night                                    | 28. Apr. 1988 (NBC)  | 23. Okt. 1995 (Kabel 1)               | Tony Singletary | Susan Fales                                 |
| 21         | 21        | Schon mal ein Ei geliebt?                | Come Back, Little Eggby                                  | 5. Mai 1988 (NBC)    | 11. Apr. 1994 (ProSieben)             | Ellen Falcon    | Scott Spencer Gordon                        |
| 22         | 22        | Durchhalten ist alles                    | My Dinner with Theo                                      | 7. Juli 1988 (NBC)   | 12. Apr. 1994 (ProSieben)             | Ellen Falcon    | Scott Spencer Gordon                        |

### Staffel 2
| Nr. (ges.) | Nr. (St.) | Deutscher Titel                                   | Originaltitel                          | Erstausstrahlung USA | Deutschsprachige Erstausstrahlung (D) | Regie        | Drehbuch                     |
| ---------- | --------- | ------------------------------------------------- | -------------------------------------- | -------------------- | ------------------------------------- | ------------ | ---------------------------- |
| 23         | 1         | Dieser Mann ist die Hölle                         | Dr. War is Hell                        | 6. Okt. 1988 (NBC)   | 13. Apr. 1994 (ProSieben)             | Debbie Allen | Thad Mumford                 |
| 24         | 2         | Ein verrückter Hund                               | Two Gentlemen of Hillman               | 13. Okt. 1988 (NBC)  | 14. Apr. 1994 (ProSieben)             | Debbie Allen | Susan Fales                  |
| 25         | 3         | Neck' mich – weck' mich!                          | Some Enchanted Late Afternoon          | 27. Okt. 1988 (NBC)  | 15. Apr. 1994 (ProSieben)             | Debbie Allen | Rob Edwards                  |
| 26         | 4         | Ein Mann zum Träumen                              | Dream Lover                            | 3. Nov. 1988 (NBC)   | 18. Apr. 1994 (ProSieben)             | Debbie Allen | Alicia Marie Schudt          |
| 27         | 5         | Ihr Auftritt, meine Damen                         | Three Girls Three                      | 10. Nov. 1988 (NBC)  | 19. Apr. 1994 (ProSieben)             | Debbie Allen | Jeffrey Duteil               |
| 28         | 6         | Außer Rand und Band                               | If You Like Pilgrim Coladas            | 17. Nov. 1988 (NBC)  | 20. Apr. 1994 (ProSieben)             | Debbie Allen | Margie Peters                |
| 29         | 7         | Stolperschritte                                   | A Stepping Stone                       | 1. Dez. 1988 (NBC)   | 21. Apr. 1994 (ProSieben)             | Debbie Allen | Cheryl Gard                  |
| 30         | 8         | Vater der Braut                                   |                                        | 8. Dez. 1988 (NBC)   | 22. Apr. 1994 (ProSieben)             | Debbie Allen | Cheryl Gard                  |
| 31         | 9         | Eine Frage der Fairness                           | All's Fair                             | 15. Dez. 1988 (NBC)  | 25. Apr. 1994 (ProSieben)             | Debbie Allen | Rob Edwards                  |
| 32         | 10        | Sender Freies Hillman                             | Radio Free Hillman                     | 5. Jan. 1989 (NBC)   | 26. Apr. 1994 (ProSieben)             | Debbie Allen | Jeffrey Duteil               |
| 33         | 11        | Die Nacht der Nächte                              | It Happened One Night                  | 12. Jan. 1989 (NBC)  | 27. Apr. 1994 (ProSieben)             | Debbie Allen | Susan Fales, Margie Peters   |
| 34         | 12        | Ein Küßchen von der Muse                          | I've Got the Muse in Me                | 26. Jan. 1989 (NBC)  | 28. Apr. 1994 (ProSieben)             | Debbie Allen | Bud Wiser                    |
| 35         | 13        | Lügen haben kurze Beine                           | Risky Business                         | 2. Feb. 1989 (NBC)   | 29. Apr. 1994 (ProSieben)             | Debbie Allen | Cheryl Gard                  |
| 36         | 14        | Krisenstimmung                                    | Breaking Up Is Hard to Do              | 9. Feb. 1989 (NBC)   | 2. Mai 1994 (ProSieben)               | Debbie Allen | Mike Scott, Daryl G. Nickens |
| 37         | 15        | Gefangen im goldenen Käfig                        | For She's Only a Bird in a Gilded Cage | 23. Feb. 1989 (NBC)  | 3. Mai 1994 (ProSieben)               | Debbie Allen | Susan Fales                  |
| 38         | 16        | Die Aufnahmeprüfung                               | It's Greek to Me                       | 2. Mär. 1989 (NBC)   | 4. Mai 1994 (ProSieben)               | Debbie Allen | Jeffrey Duteil               |
| 39         | 17        | Wenn der Exmann zweimal klingelt                  | The Thing About Women                  | 9. Mär. 1989 (NBC)   | 5. Mai 1994 (ProSieben)               | Debbie Allen | Rob Edwards                  |
| 40         | 18        | Der Schwächeanfall                                | High Anxiety                           | 16. Mär. 1989 (NBC)  | 6. Mai 1994 (ProSieben)               | Debbie Allen | Thad Mumford                 |
| 41         | 19        | Haarige Zeiten                                    | Take This Job and Love It              | 23. Mär. 1989 (NBC)  | 9. Mai 1994 (ProSieben)               | Debbie Allen | Yvette Denise Lee            |
| 42         | 20        | Und willst du nicht hören, so gebrauch ich Gewalt | No Means No                            | 30. Mär. 1989 (NBC)  | 10. Mai 1994 (ProSieben)              | Debbie Allen | Margie Peters                |
| 43         | 21        | Der große Jesse Jackson                           | Citizen Wayne                          | 27. Apr. 1989 (NBC)  | 11. Mai 1994 (ProSieben)              | Debbie Allen | Mike Scott, Daryl G. Nickens |
| 44         | 22        | Endlich frei!                                     | There's No Place Like Home             | 4. Mai 1989 (NBC)    | 12. Mai 1994 (ProSieben)              | Debbie Allen | Lynn Bunt, Lenore G. Bunt    |

### Staffel 3
| Nr. (ges.) | Nr. (St.) | Deutscher Titel                     | Originaltitel                      | Erstausstrahlung USA | Deutschsprachige Erstausstrahlung (D) | Regie          | Drehbuch                     |
| ---------- | --------- | ----------------------------------- | ---------------------------------- | -------------------- | ------------------------------------- | -------------- | ---------------------------- |
| 45         | 1         | Ein neuer Anfang                    | Strangers on a Plane               | 28. Sep. 1989 (NBC)  | 13. Mai 1994 (ProSieben)              | Debbie Allen   | Thad Mumford                 |
| 46         | 2         | Hitzköpfe                           | The Heat Is On                     | 12. Okt. 1989 (NBC)  | 16. Mai 1994 (ProSieben)              | Debbie Allen   | Susan Fales                  |
| 47         | 3         | Ein Mann für alle Fälle             | The Hat Makes the Man              | 19. Okt. 1989 (NBC)  | 17. Mai 1994 (ProSieben)              | Debbie Allen   | Cheryl Gard                  |
| 48         | 4         | Auf der Schattenseite               | To Have and Have Not               | 26. Okt. 1989 (NBC)  | 18. Mai 1994 (ProSieben)              | Debbie Allen   | Kevin Kelton                 |
| 49         | 5         | Zwei bittere Pillen                 | Forever Hold Your Peace            | 2. Nov. 1989 (NBC)   | 19. Mai 1994 (ProSieben)              | Debbie Allen   | Susan Fales                  |
| 50         | 6         | Papa Ron                            | Delusions of Daddyhood             | 9. Nov. 1989 (NBC)   | 20. Mai 1994 (ProSieben)              | Debbie Allen   | Yvette Denise Lee            |
| 51         | 7         | Nur Nichts überstürzen!             | Wedding Bells From Hell            | 16. Nov. 1989 (NBC)  | 24. Mai 1994 (ProSieben)              | Debbie Allen   | Adriana Trigiani             |
| 52         | 8         | Große Erwartungen                   | Great Expectations                 | 30. Nov. 1989 (NBC)  | 25. Mai 1994 (ProSieben)              | Debbie Allen   | Yvette Denise Lee            |
| 53         | 9         | Mit einem Bein im Grab              | Answered Prayers                   | 7. Dez. 1989 (NBC)   | 26. Mai 1994 (ProSieben)              | Debbie Allen   | Margie Peters                |
| 54         | 10        | Wem die Weihnachtsstunde schlägt    | For Whom the Jingle Bell Tolls     | 21. Dez. 1989 (NBC)  | 27. Mai 1994 (ProSieben)              | Debbie Allen   | Cheryl Gard                  |
| 55         | 11        | Von Schnorrern und Schmarotzern     | Under One Roof                     | 4. Jan. 1990 (NBC)   | 30. Mai 1994 (ProSieben)              | Debbie Allen   | Kevin Kelton                 |
| 56         | 12        | Die Streicheltherapie               | Here's to Old Friends              | 11. Jan. 1990 (NBC)  | 31. Mai 1994 (ProSieben)              | Neema Barnette | Thad Mumford                 |
| 57         | 13        | Shakespeare und die Macht der Feder | The Power of the Pen               | 18. Jan. 1990 (NBC)  | 1. Juni 1994 (ProSieben)              | Debbie Allen   | Dominic Hoffman, Jasmine Guy |
| 58         | 14        | Strategie ist alles                 | Pride and Prejudice                | 25. Jan. 1990 (NBC)  | 3. Juni 1994 (ProSieben)              | John Whitesell | Yvette Denise Lee            |
| 59         | 15        | Ein sensationeller Fund             | Success, Lies and Videotape        | 8. Feb. 1990 (NBC)   | 6. Juni 1994 (ProSieben)              | Debbie Allen   | Adriana Trigiani             |
| 60         | 16        | Der Boykott                         | A World Alike                      | 15. Feb. 1990 (NBC)  | 7. Juni 1994 (ProSieben)              | Debbie Allen   | Susan Fales                  |
| 61         | 17        | Das Spiel des Jahres                | That's the Trouble With You All    | 22. Feb. 1990 (NBC)  | 8. Juni 1994 (ProSieben)              | Neema Barnette | Thad Mumford                 |
| 62         | 18        | Die Strafzetteljäger                | A Campfire Story                   | 1. Mär. 1990 (NBC)   | 9. Juni 1994 (ProSieben)              | Debbie Allen   | Kevin Kelton                 |
| 63         | 19        | In der Sackgasse                    | Hillman Isn't Through With You Yet | 8. Mär. 1990 (NBC)   | 10. Juni 1994 (ProSieben)             | Debbie Allen   | Yvette Denise Lee            |
| 64         | 20        | Wer legt mir die Welt zu Füßen?     | 21 Candles                         | 15. Mär. 1990 (NBC)  | 13. Juni 1994 (ProSieben)             | Debbie Allen   | Adriana Trigiani             |
| 65         | 21        | Not an der Frau                     | Sweet Charity                      | 29. Mär. 1990 (NBC)  | 14. Juni 1994 (ProSieben)             | Neema Barnette | Margie Peters                |
| 66         | 22        | Kadett des Jahres                   | Soldier Boy                        | 5. Apr. 1990 (NBC)   | 15. Juni 1994 (ProSieben)             | Neema Barnette | Leilani Downer               |
| 67         | 23        | Teuflische Ferien – Teil 1          | Getaway: Part 1                    | 19. Apr. 1990 (NBC)  | 16. Juni 1994 (ProSieben)             | Debbie Allen   | Cheryl Gard                  |
| 68         | 24        | Teuflische Ferien – Teil 2          | Getaway: Part 2                    | 26. Apr. 1990 (NBC)  | 17. Juni 1994 (ProSieben)             | Debbie Allen   | Cheryl Gard                  |
| 69         | 25        | Perhaps Love                        | Die Spießer-Prinzessin             | 3. Mai 1990 (NBC)    | 20. Juni 1994 (ProSieben)             | Debbie Allen   | Susan Fales                  |

### Staffel 4
| Nr. (ges.) | Nr. (St.) | Deutscher Titel                    | Originaltitel                           | Erstausstrahlung USA | Deutschsprachige Erstausstrahlung (D) | Regie                   | Drehbuch                          |
| ---------- | --------- | ---------------------------------- | --------------------------------------- | -------------------- | ------------------------------------- | ----------------------- | --------------------------------- |
| 70         | 1         | Zu früh gefreut!                   | Everything Must Change                  | 20. Sep. 1990 (NBC)  | 21. Juni 1994 (ProSieben)             | Debbie Allen            | Susan Fales                       |
| 71         | 2         | Liebe um drei Ecken                | How Bittersweet It Is                   | 27. Sep. 1990 (NBC)  | 22. Juni 1994 (ProSieben)             | Debbie Allen            | Yvette Denise Lee                 |
| 72         | 3         | Reden ist Silber, Handeln ist Gold | Blues for Nobody's Child                | 4. Okt. 1990 (NBC)   | 23. Juni 1994 (ProSieben)             | Debbie Allen            | Judi Ann Mason                    |
| 73         | 4         | Whitleys letztes Stündchen         | Whitley's Last Supper                   | 11. Okt. 1990 (NBC)  | 24. Juni 1994 (ProSieben)             | Debbie Allen            | Jeannette Collins, Mimi Friedman  |
| 74         | 5         | Auf verlorenem Posten              | The Goodwill Games                      | 18. Okt. 1990 (NBC)  | 27. Juni 1994 (ProSieben)             | Debbie Allen            | Yvette Denise Lee                 |
| 75         | 6         | Unheimliche Geschichten            | Tales From the Exam Zone                | 25. Okt. 1990 (NBC)  | 28. Juni 1994 (ProSieben)             | Debbie Allen            | Alonzo B. Lamont                  |
| 76         | 7         | Großreinemachen                    | Good Help Is Hard to Fire               | 8. Nov. 1990 (NBC)   | 29. Juni 1994 (ProSieben)             | Debbie Allen            | Glenn Berenbeim                   |
| 77         | 8         | Liebe deinen Nächsten              | Love Thy Neighbor                       | 15. Nov. 1990 (NBC)  | 30. Juni 1994 (ProSieben)             | Rob Schiller            | Yvette Denise Lee                 |
| 78         | 9         | Die Zeitbombe                      | Time Keeps on Slippin'                  | 29. Nov. 1990 (NBC)  | 1. Juli 1994 (ProSieben)              | Michael Peters          | Glenn Berenbeim                   |
| 79         | 10        | Handfeste Bestechung               | The Apple Doesn't Fall                  | 6. Dez. 1990 (NBC)   | 4. Juli 1994 (ProSieben)              | Art Dielhenn            | Gary H. Miller                    |
| 80         | 11        | Wilde Weihnachten                  | I'm Dreaming of a Wayne Christmas       | 13. Dez. 1990 (NBC)  | 5. Juli 1994 (ProSieben)              | Debbie Allen            | Judi Ann Mason                    |
| 81         | 12        | Krieg oder Frieden?                | War and Peace                           | 10. Jan. 1991 (NBC)  | 6. Juli 1994 (ProSieben)              | Peter Werner            | Dominic Hoffman, Jasmine Guy      |
| 82         | 13        | Verliebt, verlobt, verwirrt        | Ex-Communication (a.k.a. Fiancée What?) | 31. Jan. 1991 (NBC)  | 7. Juli 1994 (ProSieben)              | Debbie Allen            | Jeannette Collins, Mimi Friedman  |
| 83         | 14        | Wenn der Rubel rollt               | Risk Around the Dollar                  | 7. Feb. 1991 (NBC)   | 8. Juli 1994 (ProSieben)              | Art Dielhenn            | Jeannette Collins, Mimi Friedman  |
| 84         | 15        | Amor macht Überstunden             | Love, Hillman-Style                     | 14. Feb. 1991 (NBC)  | 11. Juli 1994 (ProSieben)             | Neema Barnette          | Gary H. Miller                    |
| 85         | 16        | Nicht der Rede wert                | A Word in Edgewise                      | 21. Feb. 1991 (NBC)  | 12. Juli 1994 (ProSieben)             | Debbie Allen            | Glenn Berenbeim                   |
| 86         | 17        | Männer!                            | Ms. Understanding                       | 28. Feb. 1991 (NBC)  | 13. Juli 1994 (ProSieben)             | Debbie Allen            | Yvette Denise Lee, Judi Ann Mason |
| 87         | 18        | Der ganz normale Neid              | The Cash Isn't Always Greener           | 7. Mär. 1991 (NBC)   | 14. Juli 1994 (ProSieben)             | Neema Barnette          | Yvette Denise Lee                 |
| 88         | 19        | Von Künstlern und Könnern          | How Great Thou Art                      | 14. Mär. 1991 (NBC)  | 15. Juli 1994 (ProSieben)             | Neema Barnette          | Jeanette Collins, Mimi Friedman   |
| 89         | 20        | Freiwillige vor!                   | It's Showtime at Hillman                | 21. Mär. 1991 (NBC)  | 18. Juli 1994 (ProSieben)             | Debbie Allen            | Joe Fisch                         |
| 90         | 21        | Alles tanzt nach meiner Pfeife!    | Sister to Sister, Sister                | 28. Mär. 1991 (NBC)  | 19. Juli 1994 (ProSieben)             | Glynn Turman, John Rago | Judi Ann Mason                    |
| 91         | 22        | Zensur – Nein danke!               | Monet Is the Root of All Evil           | 4. Apr. 1991 (NBC)   | 20. Juli 1994 (ProSieben)             | John Rago               | Ilunga Adell                      |
| 92         | 23        | Josies Vermächtnis                 | If I Should Die Before I Wake           | 11. Apr. 1991 (NBC)  | 21. Juli 1994 (ProSieben)             | Debbie Allen            | Susan Fales                       |
| 93         | 24        | Die Ehrenrunde                     | Never Can Say Goodbye                   | 25. Apr. 1991 (NBC)  | 22. Juli 1994 (ProSieben)             | Henry Chan              | Orlando Jones                     |
| 94         | 25        | Abschied für immer                 | To Be Continued                         | 2. Mai 1991 (NBC)    | 25. Juli 1994 (ProSieben)             | Michael Peters          | Glenn Berenbeim                   |

### Staffel 5
| Nr. (ges.) | Nr. (St.) | Deutscher Titel                     | Originaltitel                   | Erstausstrahlung USA | Deutschsprachige Erstausstrahlung (D) | Regie           | Drehbuch                                            |
| ---------- | --------- | ----------------------------------- | ------------------------------- | -------------------- | ------------------------------------- | --------------- | --------------------------------------------------- |
| 95         | 1         | Ein Herz aus zweieinhalb Karat      | We've Only Just Begun           | 19. Sep. 1991 (NBC)  | 26. Juli 1994 (ProSieben)             | Debbie Allen    | Susan Fales                                         |
| 96         | 2         | The Dwayne Mutiny                   | Meuterei im Mathekurs           | 26. Sep. 1991 (NBC)  | 27. Juli 1994 (ProSieben)             | Debbie Allen    | Gary H. Miller                                      |
| 97         | 3         | Miss Feuerstein                     | Home is Where the Fire Is       | 3. Okt. 1991 (NBC)   | 28. Juli 1994 (ProSieben)             | Debbie Allen    | Yvette Denise Lee                                   |
| 98         | 4         | Fristlos gefeuert                   | Almost Working Girl             | 10. Okt. 1991 (NBC)  | 29. Juli 1994 (ProSieben)             | Debbie Allen    | Jeannette Collins, Mimi Friedman                    |
| 99         | 5         | Der Hurrikan                        | In the Eye of the Storm         | 17. Okt. 1991 (NBC)  | 1. Aug. 1994 (ProSieben)              | Debbie Allen    | Susan Fales, Gary H. Miller, Yvette Denise Lee      |
| 100        | 6         | Schön wie Kleopatra                 | Rule Number One                 | 24. Okt. 1991 (NBC)  | 2. Aug. 1994 (ProSieben)              | Debbie Allen    | Yvette Denise Lee                                   |
| 101        | 7         | Größenwahnsinnig                    | Baby, I'm a Star                | 31. Okt. 1991 (NBC)  | 3. Aug. 1994 (ProSieben)              | Debbie Allen    | Orlando Jones                                       |
| 102        | 8         | Ein ganz gemeiner Plan              | Liza Who-Little                 | 7. Nov. 1991 (NBC)   | 4. Aug. 1994 (ProSieben)              | Debbie Allen    | Dominic Hoffman                                     |
| 103        | 9         | Ganz oder gar nicht – Teil 1        | To Tell the Truth               | 14. Nov. 1991 (NBC)  | 5. Aug. 1994 (ProSieben)              | Debbie Allen    | Yvette Denise Lee                                   |
| 104        | 10        | Ganz oder gar nicht – Teil 2        | Do You Take This Woman?         | 21. Nov. 1991 (NBC)  | 8. Aug. 1994 (ProSieben)              | Debbie Allen    | Susan Fales                                         |
| 105        | 11        | Mama Mia                            | Mammy Dearest                   | 5. Dez. 1991 (NBC)   | 9. Aug. 1994 (ProSieben)              | Debbie Allen    | Glenn Berenbeim                                     |
| 106        | 12        | Desaster unterm Tannenbaum          | Twelve Steps of Christmas       | 19. Dez. 1991 (NBC)  | 10. Aug. 1994 (ProSieben)             | Bruce Kerner    | Jeannette Collins, Mimi Friedman                    |
| 107        | 13        | Der Rausschmiß                      | Just Another Four-letter Word   | 2. Jan. 1992 (NBC)   | 11. Aug. 1994 (ProSieben)             | Peter Werner    | Gary H. Miller                                      |
| 108        | 14        | Ein todsichere Wette                | Cats in the Cradle              | 16. Jan. 1992 (NBC)  | 12. Aug. 1994 (ProSieben)             | Peter Werner    | Gary H. Miller                                      |
| 109        | 15        | Fröhliche Bewährung                 | Prisoner of Love                | 23. Jan. 1992 (NBC)  | 15. Aug. 1994 (ProSieben)             | Glynn Turman    | Glenn Berenbeim                                     |
| 110        | 16        | Flucht nach vorn                    | Bedroom at the Top              | 30. Jan. 1992 (NBC)  | 16. Aug. 1994 (ProSieben)             | John Rago       | Susan Fales                                         |
| 111        | 17        | Bewährungsprobe                     | May the Best Man Win            | 13. Feb. 1992 (NBC)  | 17. Aug. 1994 (ProSieben)             | David Blackwell | Jeannette Collins, Mimi Friedman                    |
| 112        | 18        | Die Unvollendete – Teil 1           | Kiss You Back                   | 20. Feb. 1992 (NBC)  | 18. Aug. 1994 (ProSieben)             | Debbie Allen    | Yvette Denise Lee                                   |
| 113        | 19        | Die Unvollendete – Teil 2           | Conflict of Interest            | 27. Feb. 1992 (NBC)  | 19. Aug. 1994 (ProSieben)             | John Rago       | Glenn Berenbeim                                     |
| 114        | 20        | Leichte Beute                       | Sellmates                       | 12. Mär. 1992 (NBC)  | 22. Aug. 1994 (ProSieben)             | Henry Chan      | Gary H. Miller                                      |
| 115        | 21        | Mit Volldampf ins Fettnäpfchen      | Do the Write Thing              | 2. Apr. 1992 (NBC)   | 23. Aug. 1994 (ProSieben)             | Otis Sallid     | James E. West II                                    |
| 116        | 22        | Schlag auf Schlag                   | Love Taps                       | 23. Apr. 1992 (NBC)  | 24. Aug. 1994 (ProSieben)             | Kadeem Hardison | Kadeem Hardison, Ron Moseley, Reggie Rock Bythewood |
| 117        | 23        | Baby im Anmarsch                    | Special Delivery                | 7. Mai 1992 (NBC)    | 25. Aug. 1994 (ProSieben)             | Kadeem Hardison | Dara Marks                                          |
| 118        | 24        | Das Beste kommt zum Schluß – Teil 1 | Save the Best for Last (Part 1) | 14. Mai 1992 (NBC)   | 26. Aug. 1994 (ProSieben)             | Debbie Allen    | Yvette Denise Lee                                   |
| 119        | 25        | Das Beste kommt zum Schluß – Teil 2 | Save the Best for Last (Part 2) | 14. Mai 1992 (NBC)   | 29. Aug. 1994 (ProSieben)             | Debbie Allen    | Yvette Denise Lee                                   |

### Staffel 6
| Nr. (ges.) | Nr. (St.) | Deutscher Titel                  | Originaltitel                                 | Erstausstrahlung USA | Deutschsprachige Erstausstrahlung (D) | Regie           | Drehbuch                           |
| ---------- | --------- | -------------------------------- | --------------------------------------------- | -------------------- | ------------------------------------- | --------------- | ---------------------------------- |
| 120        | 1         | Flitterwochen in L.A. – Teil 1   | Honeymoon in L.A. (Part 1)                    | 24. Sep. 1992 (NBC)  | 30. Aug. 1994 (ProSieben)             | Debbie Allen    | Susan Fales                        |
| 121        | 2         | Flitterwochen in L.A. – Teil 2   | Honeymoon in L.A. (Part 2)                    | 1. Okt. 1992 (NBC)   | 31. Aug. 1994 (ProSieben)             | Debbie Allen    | Glenn Berenbeim                    |
| 122        | 3         | Trautes Heim, Glück allein       | Interior Desecration (a.k.a. Sofa, So Good)   | 8. Okt. 1992 (NBC)   | 1. Sep. 1994 (ProSieben)              | Debbie Allen    | Jeannette Collins, Mimi Friedman   |
| 123        | 4         | Heuchler unter sich              | Somebody Say Ho!                              | 15. Okt. 1992 (NBC)  | 2. Sep. 1994 (ProSieben)              | Debbie Allen    | Reggie Rock Bythewood              |
| 124        | 5         | Eine Leiche zum Nachtisch        | Really Gross Anatomy                          | 22. Okt. 1992 (NBC)  | 6. Sep. 1994 (ProSieben)              | Jasmine Guy     | Scott Sanders                      |
| 125        | 6         | Ausgeraubt!                      | Don't Count Your Chickens Before They're Axed | 29. Okt. 1992 (NBC)  | 7. Sep. 1994 (ProSieben)              | Debbie Allen    | Gina Prince                        |
| 126        | 7         | Frauen an die Macht!             | The Little Mister                             | 29. Okt. 1992 (NBC)  | 8. Sep. 1994 (ProSieben)              | Debbie Allen    | Glenn Berenbeim                    |
| 127        | 8         | Ein klitzekleines Sexproblem     | Baby, It's Cold Outside                       | 5. Nov. 1992 (NBC)   | 9. Sep. 1994 (ProSieben)              | Glynn Turman    | Jasmine Guy                        |
| 128        | 9         | Glaube, Liebe, Hoffnung – Teil 1 | Faith, Hope and Charity (Part 1)              | 12. Nov. 1992 (NBC)  | 12. Sep. 1994 (ProSieben)             | Debbie Allen    | Susan Fales                        |
| 129        | 10        | Glaube, Liebe, Hoffnung – Teil 2 | Faith, Hope and Charity (Part 2)              | 12. Nov. 1992 (NBC)  | 13. Sep. 1994 (ProSieben)             | Debbie Allen    | Susan Fales                        |
| 130        | 11        | Ein echter Lehrer                | Original Teacher                              | 19. Nov. 1992 (NBC)  | 14. Sep. 1994 (ProSieben)             | Debbie Allen    | Reggie Rock Bythewood              |
| 131        | 12        | Selbst ist die Frau              | Occupational Hazards                          | 3. Dez. 1992 (NBC)   | 15. Sep. 1994 (ProSieben)             | Kadeem Hardison | Jeannett Collins, Mimi Friedman    |
| 132        | 13        | Beziehungskisten                 | White Christmas                               | 17. Dez. 1992 (NBC)  | 16. Sep. 1994 (ProSieben)             | Debbie Allen    | Glenn Berenbeim                    |
| 133        | 14        | Die Horrorklasse                 | To Whit, with Love                            | 7. Jan. 1993 (NBC)   | 19. Sep. 1994 (ProSieben)             | Debbie Allen    | Gina Prince                        |
| 134        | 15        | C'est la vie!                    | Happy Birthday to Moi                         | 14. Jan. 1993 (NBC)  | 20. Sep. 1994 (ProSieben)             | Debbie Allen    | Thomas Perry Dance                 |
| 135        | 16        | Hauptsächlich Blues              | Mind Your Own Business                        | 21. Jan. 1993 (NBC)  | 21. Sep. 1994 (ProSieben)             | Debbie Allen    | Jeanette Collins, Mimi Friedman    |
| 136        | 17        | Ein neues Leben – Teil 1         | When One Door Closes... (Part 1)              | 8. Mai 1993 (NBC)    | 3. Okt. 1994 (ProSieben)              | David Blackwell | Karen Kennedy                      |
| 137        | 18        | Ein neues Leben – Teil 2         | When One Door Closes... (Part 2)              | 8. Mai 1993 (NBC)    | 3. Okt. 1994 (ProSieben)              | Debbie Allen    | Susan Fales                        |
| 138        | 19        | Eine starke Schulter             | Lean on Me                                    | 27. Mai 1993 (NBC)   | 22. Sep. 1994 (ProSieben)             | Henry Chan      | Gina Prince                        |
| 139        | 20        | Tanz auf dem Vulkan              | Dancing Machines                              | 3. Juni 1993 (NBC)   | 23. Sep. 1994 (ProSieben)             | Bruce Kerner    | Scott Sanders                      |
| 140        | 21        | Hüttenzauber – Hüttenfrust       | Cabin in the Sky                              | 10. Juni 1993 (NBC)  | 26. Sep. 1994 (ProSieben)             | Henry Chan      | Reggie Rock Bythewood              |
| 141        | 22        | Besuch aus der Vergangenheit     | Great X-Pectations                            | 17. Juni 1993 (NBC)  | 27. Sep. 1994 (ProSieben)             | Glynn Turman    | Jeanette Collins, Mimi Friedman    |
| 142        | 23        | Mit der Knarre in der Hand ...   | Homie, Don't Ya Know Me?                      | 24. Juni 1993 (NBC)  | 28. Sep. 1994 (ProSieben)             | Kadeem Hardison | Kadeem Hardison, Ron Moseley       |
| 143        | 24        | Chaoten unter sich               | A Rock, a River, a Lena                       | 2. Juli 1993 (NBC)   | 29. Sep. 1994 (ProSieben)             | David Blackwell | Glenn Berenbeim                    |
| 144        | 25        | Eine lebende Legende             | College Kid                                   | 9. Juli 1993 (NBC)   | 30. Sep. 1994 (ProSieben)             | Debbie Allen    | Reggie Rock Bythewood, Gina Prince |